# Maša Jovanović
Maša Jovanović (* 23. November 1994 in Serbien) ist eine ehemalige australische Tennisspielerin.

## Karriere
Jovanović gewann zusammen mit Sam Thompson eine lokale Vorausscheidung und erhielt so eine Wildcard für die Mixed-Konkurrenz der Australian Open 2015. Dort schieden sie aber bereits in der ersten Runde gegen die späteren Sieger Martina Hingis und Leander Paes mit 2:6 und 6:72 aus.
Ihre bis dato beste Weltranglistenplatzierung erzielte sie mit Rang 518 jeweils im Einzel als auch im Doppel im April 2018. Bislang gewann sie auf der ITF-Tour 2 Doppeltitel.

## Turniersiege

### Doppel
| Nr. | Datum         | Turnier | Kategorie   | Belag     | Partnerin         | Finalgegnerinnen                  | Ergebnis  |
| --- | ------------- | ------- | ----------- | --------- | ----------------- | --------------------------------- | --------- |
| 1.  | 11. Juni 2016 | Antalya | ITF $10.000 | Hartplatz | Phillis Vanenburg | Nastja Kolar Francesca Stephenson | kampflos  |
| 2.  | 1. Juni 2018  | Niš     | ITF $15.000 | Sand      | Jelena Stojanovic | Gabriela Duca Julija Lysa         | 6:1, 7:62 |